# Jolanda Đačić
Jolanda Đačić (Konjic, 15. veljače 1906. – Sarajevo, 30. travnja 1985.) bila je bosanskohercegovačka glumica i redateljica, te jedna od najistaknutijih imena Narodnog kazališta u Sarajevu. Pored četiri desetljeća doprinosa kazališnom stvaralaštvu u Bosni i Hercegovini, Đačićeva je radila i na radiju i televiziji, te je ostvarila i nekoliko filmskih uloga. Prva je dramska umjetnica koja je dobila Nagradu ZAVNOBiH-a (1975), a također je i dobitnica Šestoaprilske nagrade grada Sarajeva (1958), te Zlatnog lovorovog vjenca za ulogu Matore u drami "Srebrno uže".

## Životopis
Kćerka Alfreda Đačića i Elvire Noferi Đačić, Jolanda Đačić je rođena u Konjicu 1906. godine. Pojedinosti o njenom ranom životu u Konjicu nisu ostale zabilježene, ali nekoliko izvora navodi kako je Đačićeva od rane mladosti željela upisati glazbeni studij, te da je bila talentirana violinistkinja. Govorila je talijanski i njemački jezik. 
Na nagovor sestre Azalee, a usljed siromaštva obitelji koje je onemogućilo njeno daljnje bavljenje glazbom, Đačićeva sa 17 godina počinje volontirati u Narodnom kazalištu u Sarajevu, gdje ostvaruje svoje prve uloge u operetama. Već naredne godine postaje stalna članica glumačkog ansambla Narodnog kazališta, te dobija prvu zapaženiju ulogu u drami "Almasa" (1924). Jolanda ubrzo izbija na sam vrh sarajevske kazališne scene, te postaje ime poznato, kako kritici, tako i publici koja ju ima priliku gledati u scenskim obradama djela Pirandela, Krleže, Dostojevskog, Shakespeara i mnogih drugih. Između dva svjetska rata, tačnije 1927/1928 i 1934/1935, gostuje u kazalištu u Skoplju, a iz njene osobne kolekcije, koja čini značajan dio građe Muzeja književnosti i kazališne umjetnosti Bosne i Hercegovine, evidentno je da je kasnije tijekom karijere bila u prilici pridružiti se beogradskoj kazališnoj sceni.
Jolanda Đačić najčešće se spominje u kontekstu salonskih komedija i tragedija, a kao njen glumački fah s početka karijere treba izdvojiti uloge koketa. Ipak, njen repertoar vrlo je raznovrstan, a u neke od njenih najznačajnijih naslovnih uloga ubrajaju se: "Salome" (Oscara Wildea), Anne Christie (O'Neal), Mary Stewart (McLellan), Hedde Gabler (Ibsen), "Majke hrabrost" (Bertolt Brecht).
Jolanda Đačić umrla je 1985. godine, a sahranjena je na groblju Kozal u Rijeci.

## Filmografija
Poznata je po filmovima:
- "Stojan Mutikaša" (1954)
- Kaja, ubit ću te! (1967)
- Moja strana svijeta (1969)
- Deveto čudo na istoku (1972)